# Friedrich Bayer

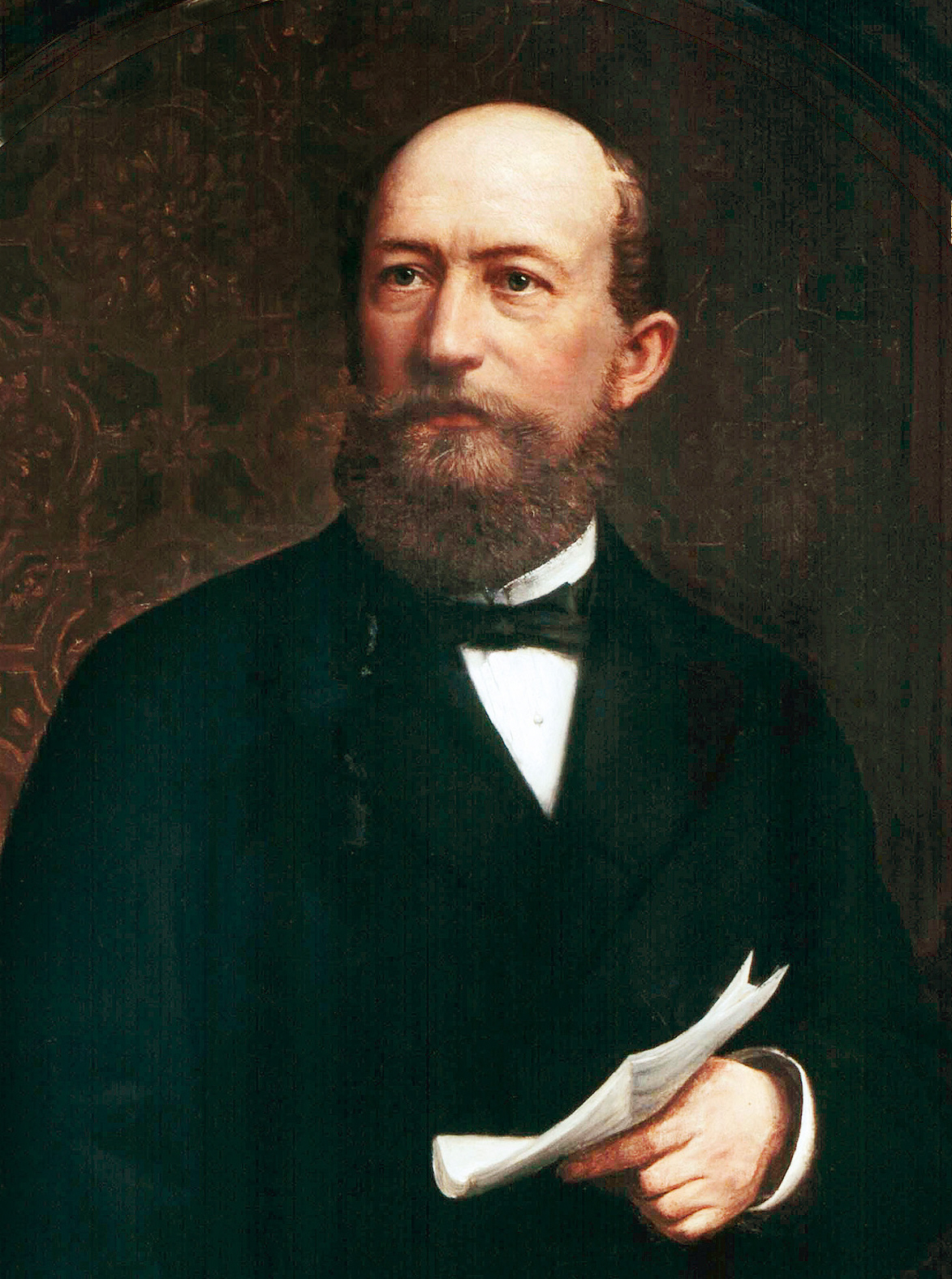

Friedrich Bayer (ur. 6 czerwca 1825 w Barmen (obecnie Wuppertal), zm. 6 maja 1880 w Würzburgu) – niemiecki przemysłowiec.
W 1863 roku założył w Elberfeld wspólnie z Johannem Friedrichem Weskottem fabrykę barwników Friedrich Bayer funkcjonującą współcześnie jako koncern chemiczno-farmaceutyczny Bayer AG.